# Ibisse und Löffler
Die Ibisse und Löffler oder Ibisvögel (Threskiornithidae) sind eine Familie aus der Ordnung Pelecaniformes. Wie der Name bereits sagt, umfasst die Familie zwei Vogeltypen, die ursprünglich eigene Unterfamilien bildeten: die Ibisse oder Sichler und die Löffler. Sie sind leicht auseinanderzuhalten, weil sie gestaltlich voneinander abweichen. Auffälligstes Unterscheidungsmerkmal ist die Schnabelform. Löffler haben einen langen, auffällig abgeplatteten Schnabel, während bei Ibissen der Schnabel abwärts gebogen ist.
Löffler und Ibisse sind weltweit vor allem in tropischen und subtropischen Regionen verbreitet. Am weitesten nach Norden dringen die Löffler vor. Der weiße Löffler brütet unter anderem am Neusiedler See sowie in den Niederlanden. Der Waldrapp brütete bis ins 17. Jahrhundert noch im Alpenraum. Derzeit bestehen Pläne, die Art in Mitteleuropa, Spanien und Italien wieder einzubürgern.

## Merkmale
Ibisse und Löffler sind 50 bis 110 cm lang, haben einen gedrungenen Körper sowie einen langen Hals und lange Beine. Die Beine enden in einem anisodaktylen Fuß mit langen Zehen; Schwimmhäute sind nur basal vorhanden und kaum auszumachen. Die Flügel sind lang und breit und ermöglichen einen kräftigen, schnellen Flug. Charakteristisch für Ibisse ist der lange, abwärts gebogene Schnabel. Löffler dagegen haben einen langen, an der Schnabelspitze auffällig verbreiterten und abgeplatteten Schnabel.
Es gibt weiß, braun, schwarz und rot gefiederte Arten. Braune und schwarze Farben kommen allerdings nur bei den Ibissen vor. Vom Rosalöffler abgesehen, weisen die Löffler ein weißes Gefieder auf. Bei den dunkel gefärbten Arten tritt oft ein metallischer Schimmer auf. Zudem haben alle Arten unbefiederte Hautpartien, meistens im Gesichtsbereich. Einen Geschlechtsdimorphismus gibt es – abgesehen von einem geringfügigen Größenunterschied – nicht. Allerdings gibt es einen jahreszeitlichen Wechsel: zur Brutzeit erscheinen Gefieder und nackte Hauptpartien leuchtender. Bei einigen Arten gibt es einen noch deutlicheren Wechsel der Farbe, so beim Nipponibis, der im Brutkleid grau und im Ruhekleid weiß ist.

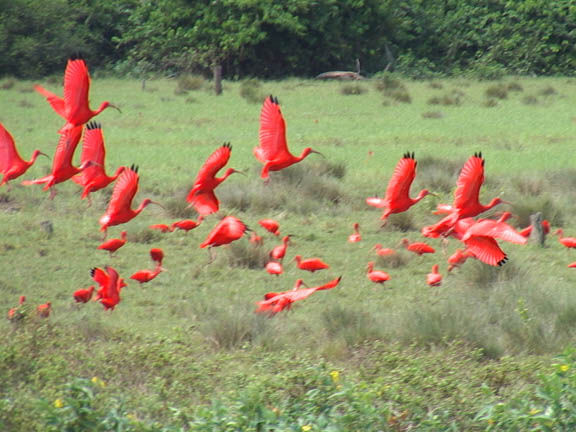
Scharlachsichler (Eudocimus ruber)

## Verbreitung und Lebensraum
Die Familie ist auf allen Kontinenten außer Antarktika verbreitet. Der Schwerpunkt liegt dabei auf den Tropen, wo der Großteil der Arten beheimatet ist. Es gibt mehr Arten in der Alten Welt als in der Neuen. Die Bostrycha-Arten kommen in Afrika sowie den vorgelagerten Inseln vor. Die Threskiornes-Gruppe ist in mehreren nah verwandten Arten von Afrika über Asien bis nach Australien verbreitet. Die Arten der Gattung Geronticus, zu denen der auch einstmals in Mitteleuropa beheimatete Waldrapp zählt, sind Brutvögel semiarider Bergregionen.
Der typische Lebensraum sind Seen oder langsam fließende Flüsse, sowohl in offenen Landschaften als auch in dichten Regenwäldern. Einige Arten leben aber auch in Steppen und Savannen, der Waldrapp sogar in aridem Wüstenklima. Bei letzteren gibt es überhaupt keine Wasserbindung mehr.
Die tropischen Arten sind Standvögel, die wenigen Arten der gemäßigten Zonen hingegen echte Zugvögel, die in den Subtropen und Tropen überwintern.

## Lebensweise

### Aktivität

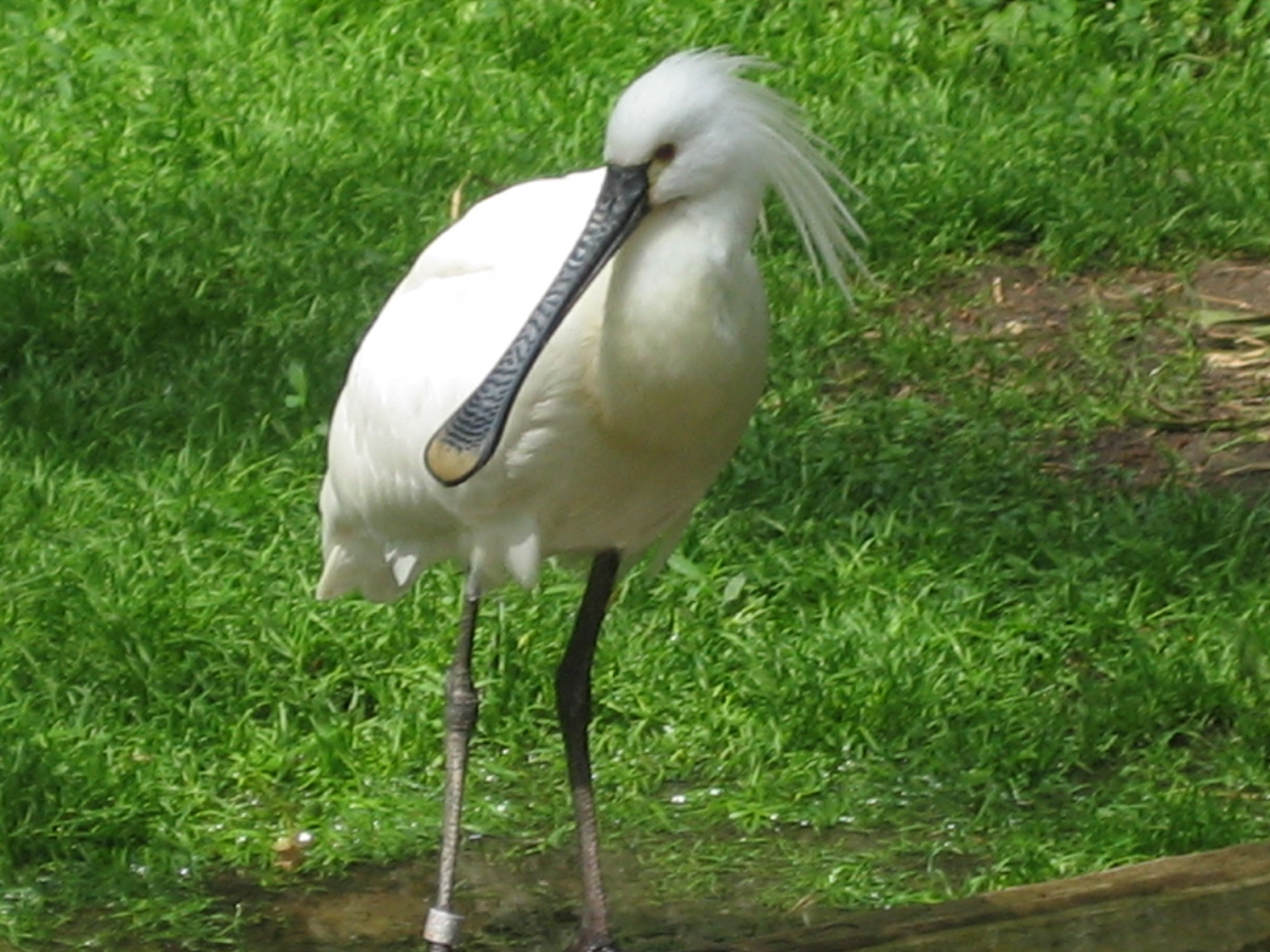
Löffler

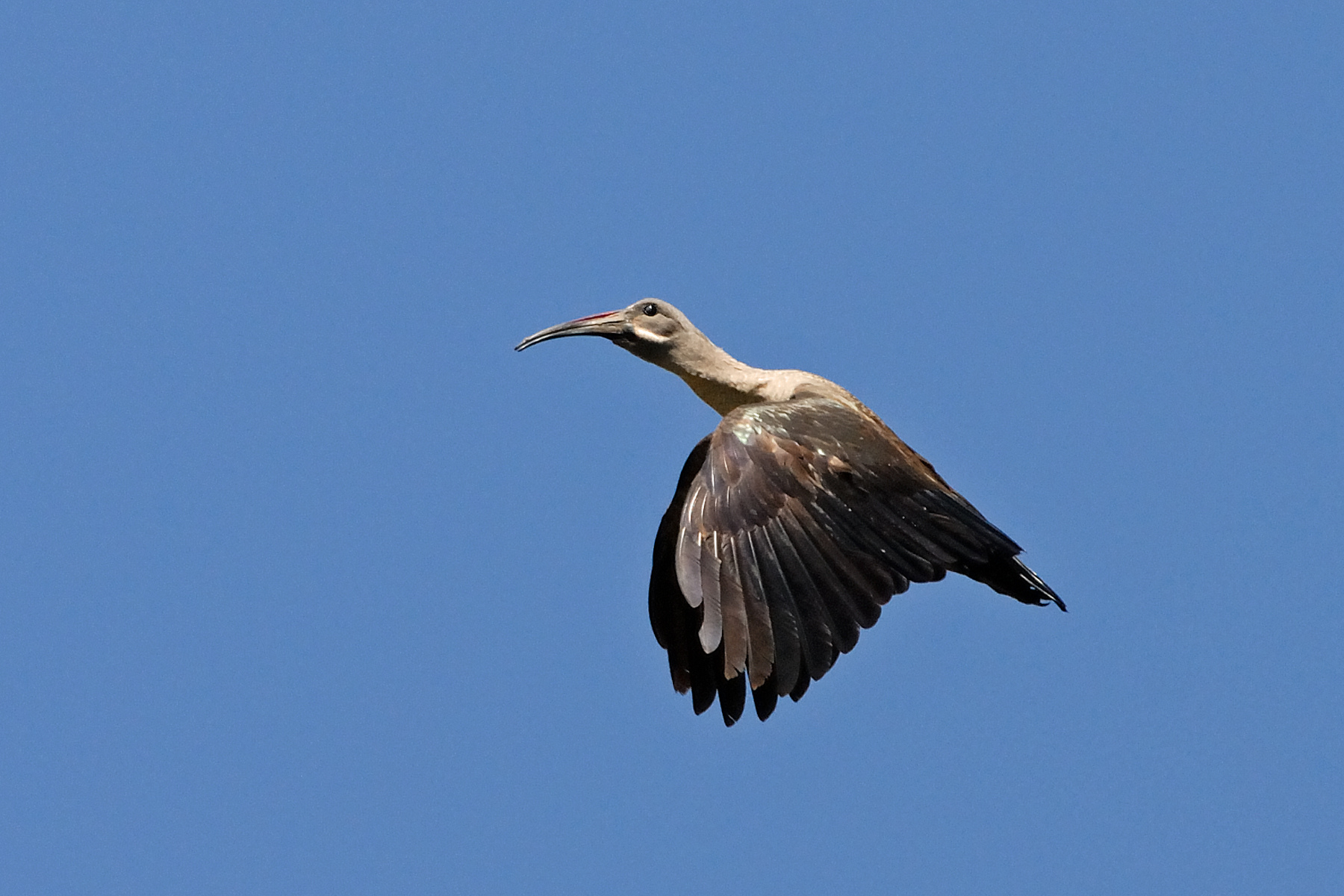
Hagedasch

Ibisse sind tagaktive Vögel. Sie fressen bei Tage und ziehen sich nachts zum Ruhen in die Bäume zurück. Dagegen sind die Löffler zumindest teilweise auch nachtaktiv.

### Ernährung
Die wasserbewohnenden Arten fressen Wasserinsekten, Insektenlarven, Kleinkrebse und Mollusken, seltener auch kleine Fische und Amphibien. Die wenigen Arten, die abseits vom Wasser in trockeneren Gegenden leben, ernähren sich hingegen von Heuschrecken, Käfern, Spinnen und Schnecken, seltener auch von Eidechsen, Schlangen und Mäusen. Die Ibisse nutzen ihren langen Schnabel, um ihn in Schlamm und Erdboden einzuführen und dort nach Fressbarem zu suchen. Die Löffler rühren durch Hin- und Herschwenken des Schnabels Wasser und Untergrund auf, um ihre Nahrung aufzuscheuchen.

### Fortpflanzung
Die meisten Ibisse und Löffler brüten in Kolonien. Oft handelt es sich um gemischte Kolonien, die von verschiedenen Arten der Familie sowie von Störchen, Reihern und Kormoranen bewohnt werden. Besonders groß werden die Kolonien der Gattungen Threskiornis und Eudocimus, die mehrere tausend Individuen umfassen können. Nur einige Arten, zum Beispiel der Langschwanzibis und der Cayenne-Ibis, sind eher einzelgängerisch.
Männchen treffen zuerst in den Kolonien ein und suchen sich ein kleines Revier, das sie gegen Artgenossen verteidigen. Mit dem Weibchen gehen sie eine Paarbindung an, die entweder eine Brutzeit andauert oder auch Jahre währen kann. Zur Balz und in geringerem Maße auch später zur Begrüßung am Nest gibt es eine große Zahl ritualisierter Gesten, zum Beispiel das Senken des Kopfes, das Aneinanderreiben der Schnäbel und Hälse sowie den Austausch von Nistmaterial.
Beide Partner beteiligen sich am Nestbau. Für gewöhnlich wird das Nest in einem Baum gebaut und besteht aus Zweigen, Gräsern und sonstigem Pflanzenmaterial. Dann legt das Weibchen zwei bis fünf, selten bis sieben Eier. Sie sind weiß, hellgrün oder bläulich und stets ungefleckt. Beide Partner brüten für einen Zeitraum von 20 bis 31 Tagen.
Wenn die Jungvögel schlüpfen, haben sie einen kurzen, geraden Schnabel. Dieses gemeinsame Merkmal wurde auch als Beweis für die enge Verwandtschaft von Ibissen und Löfflern herangezogen. Schon nach einigen Tagen beginnt der Schnabel mit seinem schnellen Wachstum: Bei den Ibissen wird er lang und gebogen, während sich bei den Löfflern die Verbreiterung herausbildet. Schon im Alter von 16 Tagen hat ein Junglöffler einen Schnabel, der dem der Eltern gleicht. Die Jungen werden gefüttert, indem sie den Schnabel tief in die Kehle des Alttiers stecken, das daraufhin die vorverdaute Nahrung hervorwürgt. Eine Besonderheit ist, dass die Jungvögel kein Salzwasser vertragen; jene Ibisse und Löffler, die in Mangroven brüten und für gewöhnlich im Salz- und Brackwasser nach Nahrung suchen, fliegen daher ins Binnenland, um Nahrung für ihre Jungen aufzuspüren.
Je nach Art werden die Jungen nach 28 bis 56 Tagen flügge. Für gewöhnlich kommen nicht mehr als zwei Junge durch. Da sie ungleichmäßig schlüpfen, gibt es im Nest oft beträchtliche Größenunterschiede. Kleinere Geschwister haben geringere Chancen, sich im Kampf bei der Fütterung durchzusetzen, und sterben oft vorzeitig.
Die Lebenserwartung von Ibissen und Löfflern ist recht hoch. In freier Wildbahn wurden für verschiedene Ibisarten Alter von 14 bis 16 Jahren nachgewiesen, und ein Löffler wurde sogar 28 Jahre alt.

## Bestand
Einige der Arten, die zu den Ibissen und Löfflern zählen, sind stark bedroht. Dazu zählt der Nipponibis, der früher in Japan, China und Korea vorkam und heute nur noch in einem sehr kleinen Gebiet brütet; der Waldrapp, dessen letzte natürliche Brutgebiete sich in Marokko finden, der Riesenibis, der in Teilen seines Verbreitungsgebietes bereits verschwunden ist, der Weißschulteribis, der gelegentlich auch als Unterart des Warzenibis eingeordnet wird, sowie der Olivenibis. Unter den Löfflern ist insbesondere der Schwarzgesichtsibis stark gefährdet.

## Stammesgeschichte

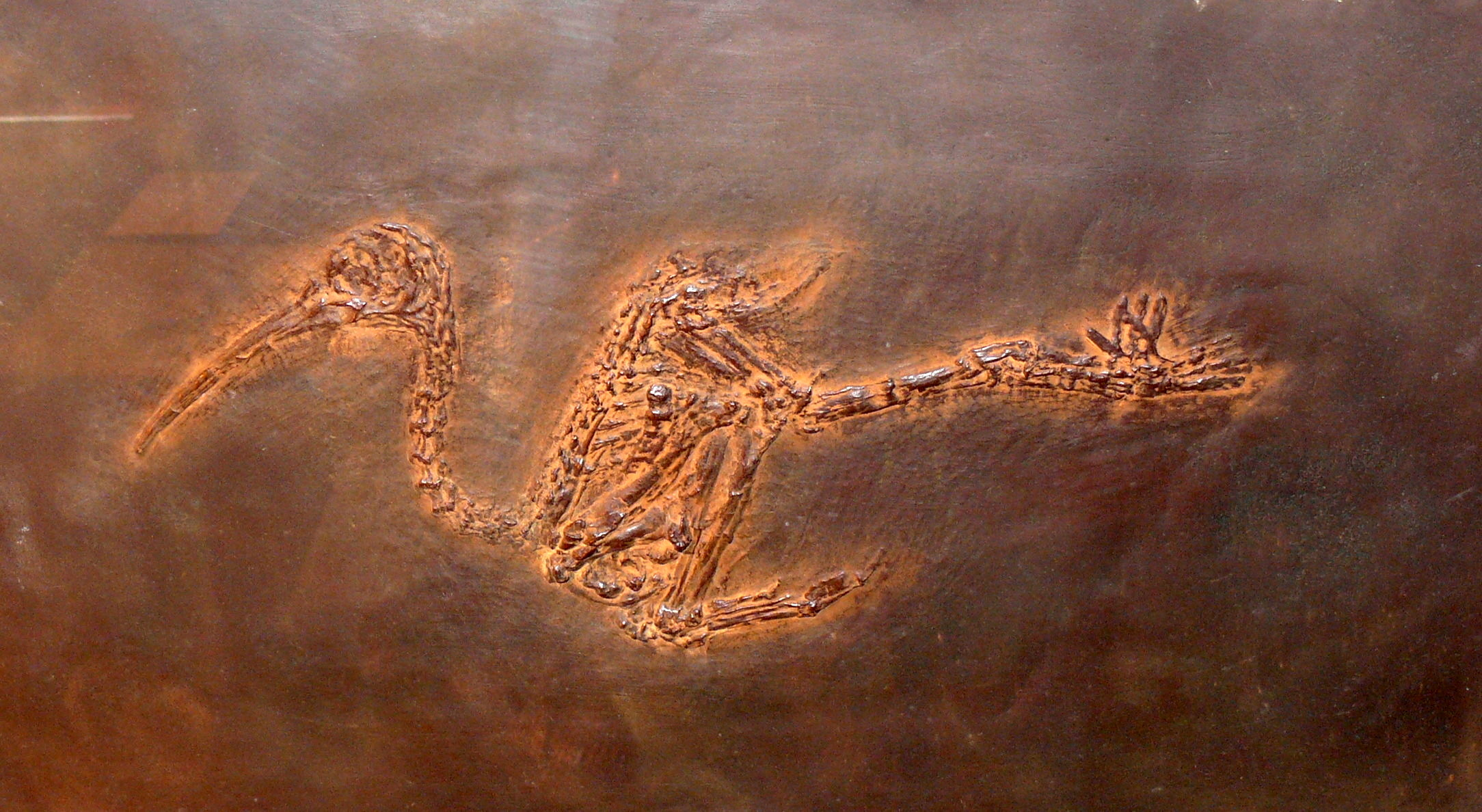
Rhynchaeites messelensis

Der älteste bekannte Vertreter der Threskiornithidae ist Rhynchaeites messelensis aus dem Eozän, gefunden in der Grube Messel. Weitere Vögel des Eozäns aus China, die Minggangia changgouensis und Ibidopsis hordwelliensis genannt wurden, sind vielleicht ebenfalls Threskiornithidae, obwohl andere Paläontologen sie in die Nähe der Rallen stellen.
Im Pliozän treten bereits Vertreter der rezenten Gattungen Threskiornis, Geronticus und Plegadis auf, aus dem Pleistozän sind fossile Überreste rezenter Arten bekannt.

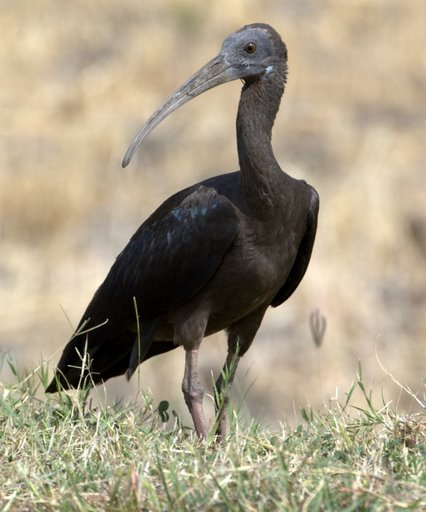
Sichler

Bemerkenswerte Ibisse des späten Pleistozäns und frühen Holozäns sind die flugunfähigen Ibisse von Hawaii (Apteribis) und Jamaika (Xenicibis).

## Systematik
Die Ibisse und Löffler wurden lange Zeit zu den Schreitvögeln gestellt. Traditionell sah man in ihnen enge Verwandte der Störche, vor allem weil die Storchengattung der Nimmersatte viele ibisartige Merkmale hat. Diese sieht man heute aber meistens als oberflächliche Ähnlichkeit an, die nichts über die Verwandtschaftsverhältnisse aussagt. Van Tuinen & al. stellten 2001 die Threskiornithidae als Schwestergruppe der Reiher dar, eine Auffassung, die heute mehrheitlich geteilt wird.
Neuere genetische Analysen legen nahe, dass die Ibisse und Löffler, wie ihre Schwesterklade der Reiher, zu den Pelecaniformes gehören, also näher mit den Pelikanen als mit den Störchen verwandt sind. Dieser Einordnung, die auch in diesem Artikel Anwendung findet, folgt auch die International Ornithological Union (IOU).
Die hier verwendete Bezeichnung Threskiornithidae ist nicht unumstritten. Da der Gattungsname Platalea älter als Threskiornis ist, argumentieren manche Taxonomen, die ganze Familie müsse Plataleidae heißen.
Die Monophylie der Threskiornithidae wurde nie in Frage gestellt. Ursprünglich wurde die Familie in zwei Unterfamilien unterteilt, die Threskiornithinae (Ibisse) und die Plataleinae (Löffler). Die Unterfamilie Threskiornithinae stellte sich jedoch als paraphyletisch heraus, womit die Verwendung der zwei Unterfamilien aufgegeben werden musste. Stattdessen kann man innerhalb der Familie zwei Kladen unterscheiden, eine nur in der Neuen Welt vorkommende, bestehend aus den Gattungen Eudocimus, Phimosus und Theristicus, und eine fast weltweit verbreitete mit den übrigen Gattungen einschließlich der Löffler. Beide Evolutionslinien trennten sich schon vor 39 bis 42 Millionen Jahren voneinander.

## Arten
Es gibt 13 rezente Gattungen und über 30 Arten:

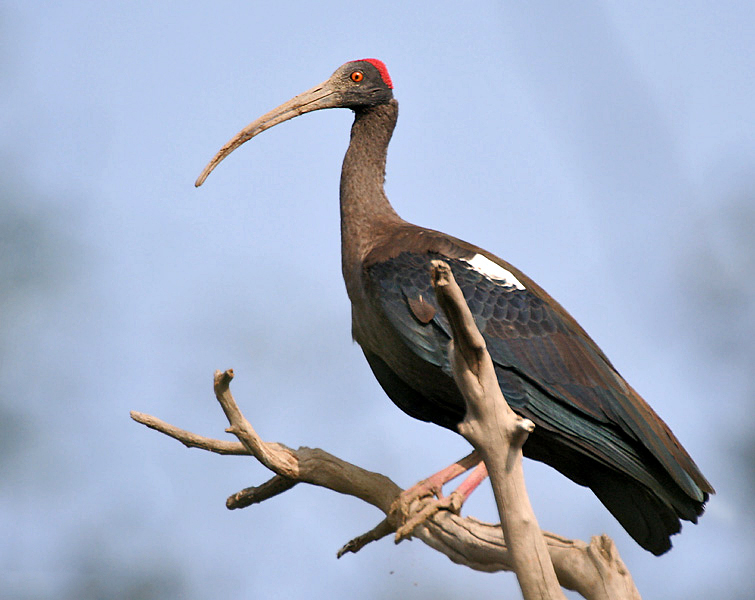
Warzenibis

- BostrychiaHagedasch
  - Hagedasch (B. hagedash)
  - Klunkeribis (B. carunculata)
  - Fleckenibis (B. rara)
  - Olivenibis (B. olivacea)
  - São-Tomé-Ibis (B. bocagei)
- Cercibis
  - Langschwanzibis (C. oxycerca)
- EudocimusSchneesichler
  - Schneesichler (E. albus)
  - Scharlachsichler (E. ruber)
- Geronticus
  - Waldrapp (G. eremita)
  - Glattnackenrapp (G. calvus)
- Lophotibis
  - Schopfibis (L. cristata)
- Mesembrinibis

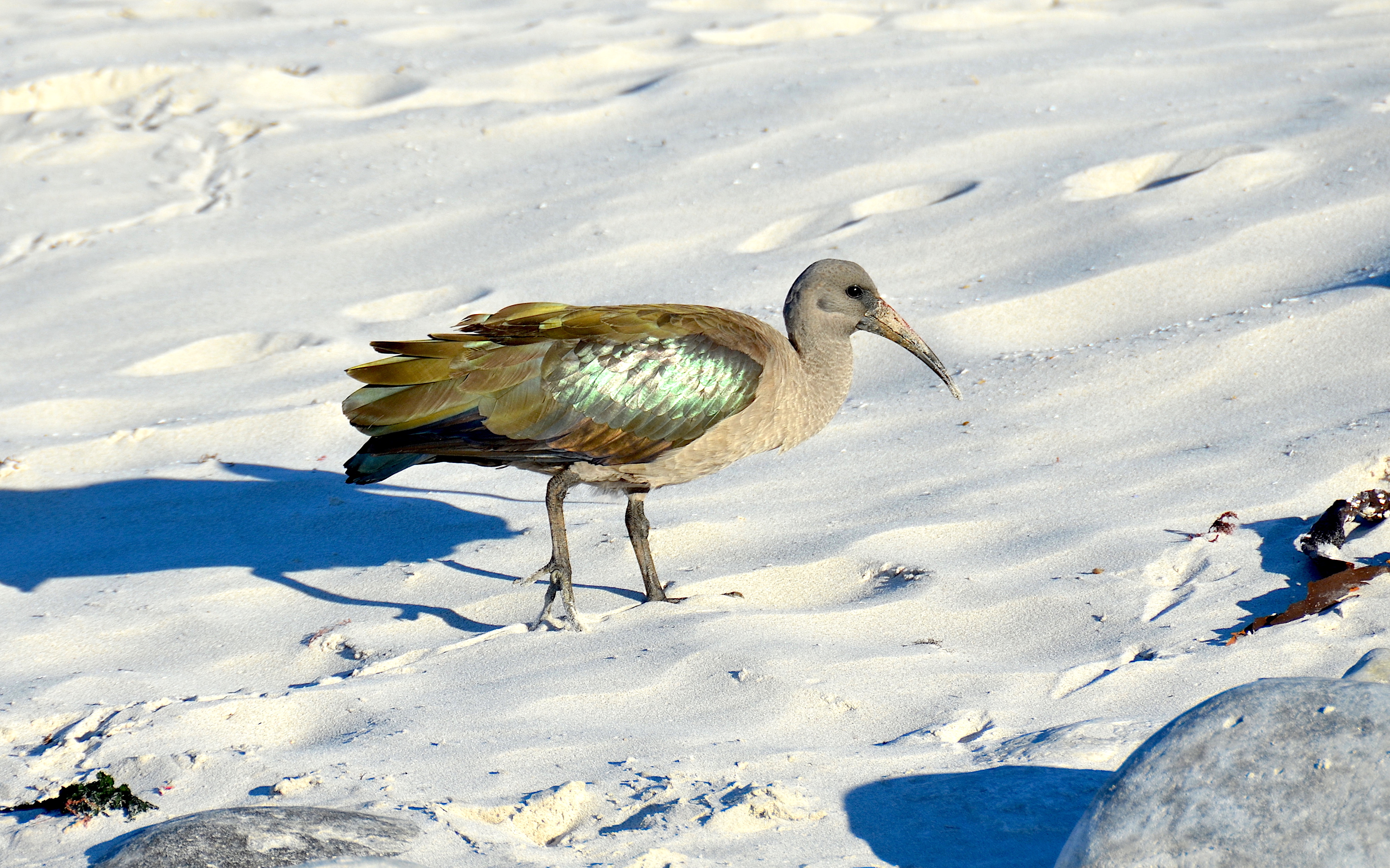
Hagedasch

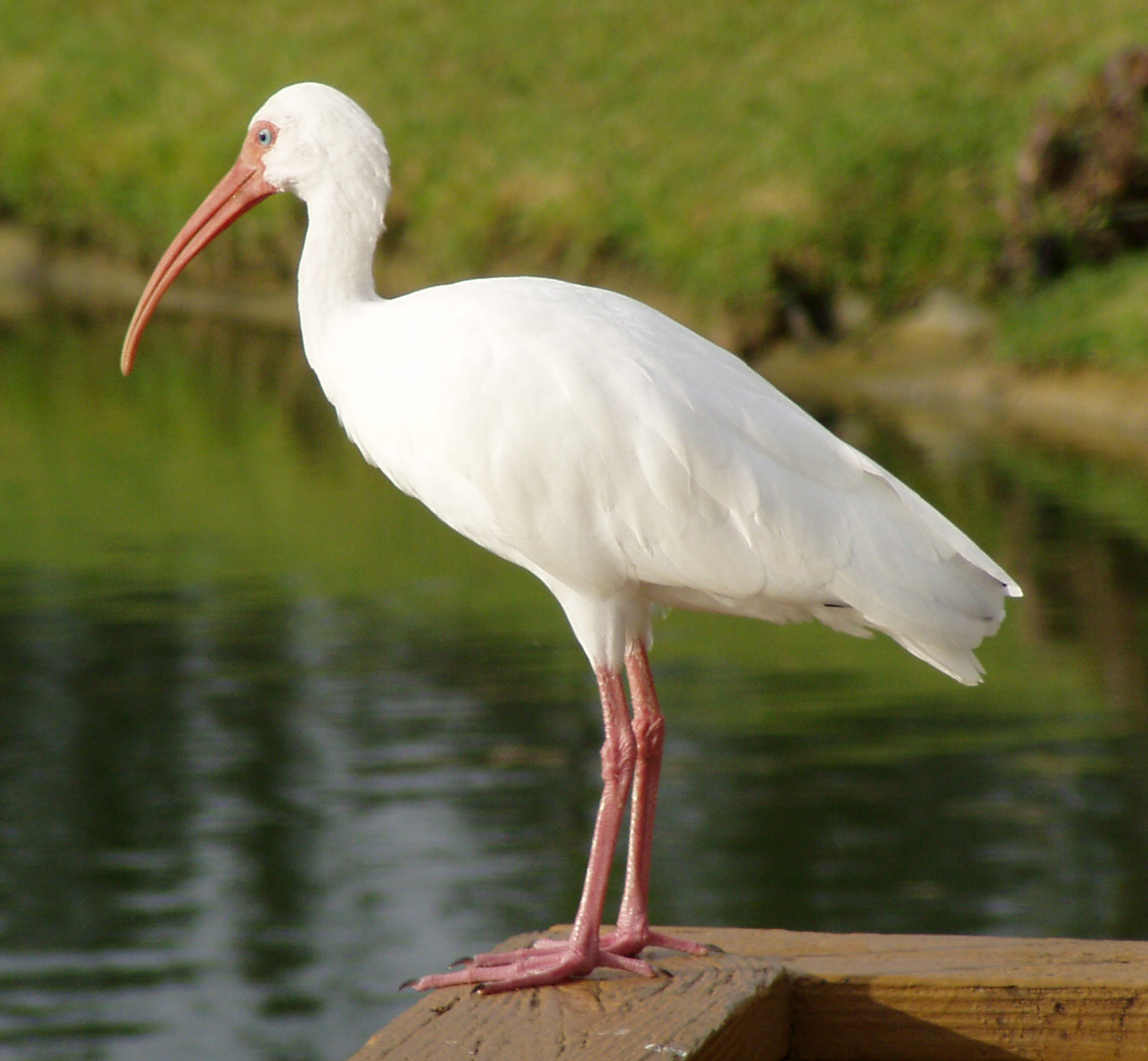
Schneesichler

  - Grünibis oder auch Cayenneibis (M. cayennensis)
- Nipponia
  - Nipponibis (N. nippon)
- Phimosus
  - Mohrenibis (P. infuscatus)
- Platalea
  - Schmalschnabellöffler (Platalea alba)
  - Rosalöffler (Platalea ajaja, Syn.: Ajaia ajaja)
  - Gelbschnabellöffler (Platalea flavipes)
  - Löffler (Platalea leucorodia)
  - Schwarzstirnlöffler (Platalea minor)
  - Königslöffler (Platalea regia)
- Plegadis
  - Sichler (P. falcinellus)
  - Brillensichler (P. chihi)
  - Punasichler (P. ridgwayi)
- Pseudibis
  - Warzenibis (P. papillosa)
  - Weißschulteribis (P. davisoni)
  - Riesenibis (P. gigantea)
- TheristicusStirnbandibis
  - Stirnbandibis (T. caerulescens)
  - Weißhalsibis (T. caudatus)
  - Andenibis (T. branickii)
  - Schwarzzügelibis (T. melanopis)
- Threskiornis

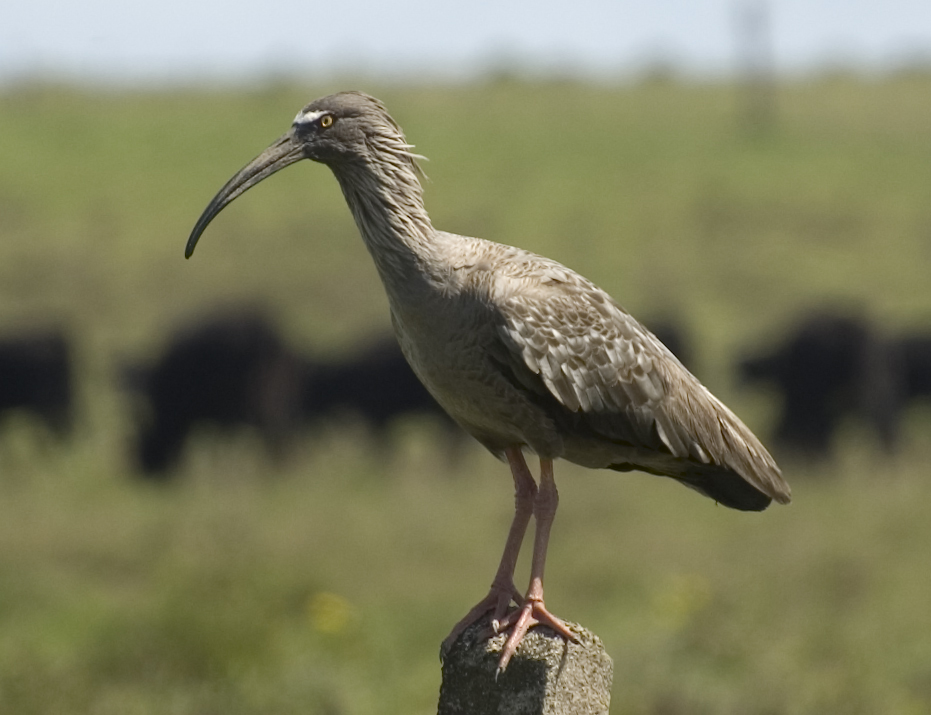
Stirnbandibis

  - Schwarzkopfibis (T. melanocephalus)
  - Molukkenibis (T. molucca)
  - Stachelibis (T. spinicollis)
  - Heiliger Ibis (T. aethiopicus)
  - Hellaugenibis (T. bernieri)
  - † Réunionibis (T. solitarius)
- † Apteribis
  - † Apteribis glenos
  - † Apteribis brevis

## Ibisse und Menschen

### Wechselbeziehungen
Eine enge Beziehung zum Ibis hatten die alten Ägypter, die den Gott Thot mit dem Kopf eines Ibisses darstellten. Dass Ibisse alljährlich zu den Überschwemmungen des Nils in Ägypten erschienen, mag der Grund für ihre Verehrung gewesen sein. Ibis-Darstellungen findet man auf Wandmalereien, mumifizierte Ibisse wurden in Gräbern entdeckt. Die Mumifizierung war sehr aufwendig und ging sogar so weit, dass man den einbalsamierten Magen des Tieres mit Vogelfutter füllte. Die mumifizierten Vögel wurden als Weihgeschenke dargebracht und in Felskatakomben platziert. In einer Kultstätte in Sakkara haben Archäologen rund 1,75 Millionen solcher Ibisleichen entdeckt. Ein Missverständnis ist allerdings der Name Heiliger Ibis, der neuzeitlich ist. Die Annahme, dass es sich um den von den alten Ägyptern verehrten Vogel handele, ist nicht belegbar. Tatsächlich dürfte der heilige Ibis der Ägypter der Waldrapp gewesen sein, der in antiker Zeit noch in Ägypten lebte und erst viel später durch den Heiligen Ibis verdrängt wurde.
Wie man aus der Historia Animalium von Conrad Gessner weiß, war der Waldrapp bis ins 16. Jahrhundert auch in den Gebirgen Europas, zum Beispiel in den Alpen, weit verbreitet. Das Aussterben des einzigen mitteleuropäischen Ibisses hatte wahrscheinlich mehrere Ursachen. Bejagung, Landschaftszerstörung und die Abkühlung des Klimas werden als wesentlichste angenommen.

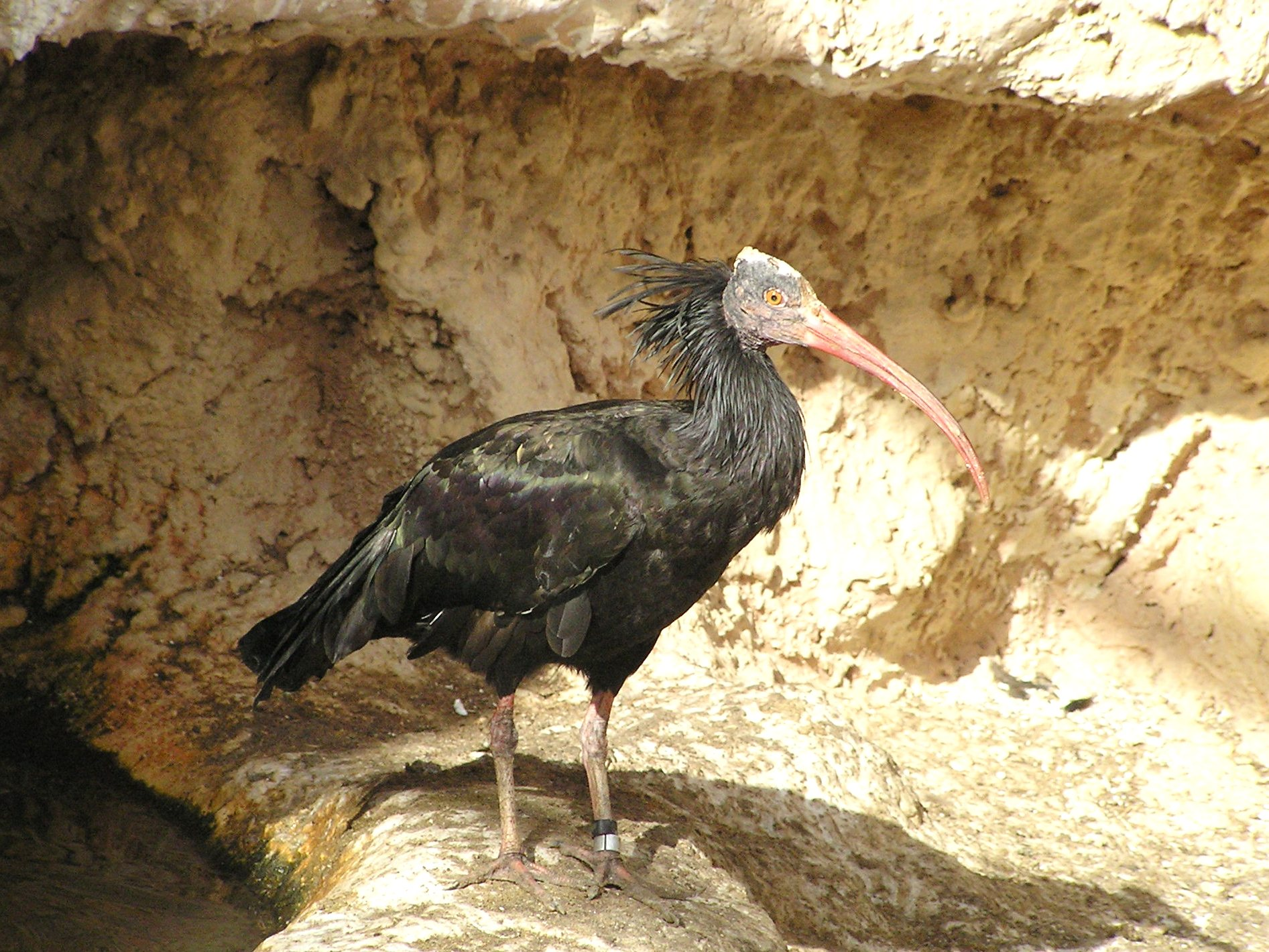
Waldrapp

Ibisse, und auch in diesem Fall wieder Waldrappe, tauchen auch im Zusammenhang mit der biblischen Geschichte der Arche Noah auf, wenn auch nur in einem lokal im Osten Anatoliens verbreiteten Detail. Hier war es ein Ibis, der Noah nach dem Ende der Sintflut vom Berg Ararat talwärts zum oberen Euphrat führte, wo Noah mit seiner Familie sesshaft wurde. Aus diesem Grund wurde auch in der Gegend von Birecik der Ibis mit jährlichen Festen verehrt.

### Bedrohung und Schutz
Der Waldrapp, eine früher im Mittelmeerraum und Mitteleuropa weit verbreitete Art, ist heute vom Aussterben bedroht. Neben der winzigen Kolonie von Birecik und einigen weiteren Vögeln in Syrien lebt dieser Ibis vor allem noch in Marokko. Dort hat seine Zahl wegen intensiver Schutzmaßnahmen wieder zugenommen, doch noch wird er von der IUCN als vom Aussterben bedroht geführt – angesichts der ehemaligen Allgegenwart dieses Vogels eine dramatische Entwicklung.
Weitere Ibisse, die von der IUCN als gefährdet gelistet werden, sind:
- Gefährdet: Glattnackenrapp

- Stark gefährdet: Hellaugenibis, Nipponibis (in Japan seit 2003 ausgestorben, letzte Kolonie in Shaanxi vermehrt sich seit einigen Jahren dank strenger Schutzmaßnahmen, weshalb der Vogel seit 2000 nicht mehr als vom Aussterben bedroht gilt).

- Vom Aussterben bedroht: Weißschulteribis (nur noch im Süden Vietnams, in Kambodscha und im Zentrum Borneos, einstmals weit über Südostasien verbreitet), Riesenibis (nur noch im Süden Laos und Vietnams sowie Nordkambodscha).

- Ausgestorben ist der Réunionibis. Von diesem Tier sind nur Knochenfunde bekannt. Allerdings wird davon ausgegangen, dass dies der bislang rätselhafte Réunion-Solitär oder Weiße Dodo ist, der in alten Berichten auftaucht und den man voreilig als Verwandten des Dodo eingeordnet hatte. Trifft diese Vermutung zu, dann ist der Réunion-Ibis am Anfang des 18. Jahrhunderts ausgestorben[12].